# Vật liệu ngô
Vật liệu ngô đề cập đến việc sử dụng ngô (maize) trong xây dựng. Các tua, lá, lụa, lõi ngô trong vỏ trấu và thân cây là những thành phần của cây ngô. Theo Bộ Nông nghiệp Michigan, "ngô có thể được chế tạo thành nhiên liệu, chất mài mòn, dung môi, than, thức ăn gia súc, sàn cho động vật, vật liệu cách nhiệt, chất kết dính, v.v. Hạt được sử dụng làm dầu, cám, tinh bột, glutamate, thức ăn gia súc và dung môi. Tơ được kết hợp với các bộ phận khác của cây ngô để được sử dụng làm thức ăn chăn nuôi, thức ăn ủ chua và nhiên liệu. Trấu được làm thành búp bê và được sử dụng làm vật liệu làm đầy. Thân cây được sử dụng để làm giấy, tấm ốp tường, ủ chua, xi-rô và tơ nhân tạo (tơ nhân tạo). " 

## Lịch sử
Ngô từ lâu đã được sử dụng trong các hoạt động sản xuất. Có một số đổi mới ở Hoa Kỳ vào đầu những năm 1900. Ví dụ, chiếc xe Model U ý tưởng của Henry Ford có lốp xe với chất độn bằng ngô và mái bằng vải ngô.
Cung điện Corn, một tòa nhà ở Mitchell, Nam Dakota, được trang trí với tranh tường và các thiết kế làm từ ngô và các loại ngũ cốc khác.

## Nguyên vật liệu

### Trấu
Bên ngoài vỏ ngô có thể được sử dụng để làm búp bê ngô trấu, nhạc cụ txalaparta, và các mặt hàng thủ công khác. Trấu được sử dụng làm vỏ bọc cho tamales. Nó cũng được sử dụng ở các nước Nam Mỹ như một 'tờ giấy' thuốc lá.

### Bắp ngô
Lõi ngô, lõi của tai ngô, rất thấm. Chúng đã được sử dụng để làm tẩu thuốc rẻ tiền, và để vận chuyển các vật liệu khác nhau. Lõi ngô làm cho một phương tiện nổ mìn hiệu quả, thân thiện với môi trường và tinh tế trong khi duy trì khả năng mài mòn.
Lõi ngô đang ngày càng được sử dụng làm vật liệu cách nhiệt giá rẻ, thân thiện với môi trường cho các ngôi nhà.

### Bột ngô
Lốp xe Goodyear BioTRED được sản xuất bằng cách sử dụng một loại polymer sinh học có nguồn gốc từ bột ngô như là một chất độn.

### Hạt ngô
Bếp lò đốt hạt ngô đã tìm thấy sự phổ biến ngày càng tăng sau khi giá khí đốt tự nhiên và dầu nhiên liệu tăng. Lò ngô lớn có khả năng sưởi ấm bất kỳ kích thước nào của tòa nhà, và nhiên liệu máy phát điện để sản xuất điện. Hạt ngô là một viên tự nhiên, làm cho ngô rẻ hơn và có sẵn hơn so với viên phụ phẩm gỗ. Sản xuất viên được bán ra vào năm 2005, trong khi ngô có sẵn với giá tốt hơn nhiều. Tiết kiệm nhiệt tăng tới 75% so với khí đốt tự nhiên hoặc dầu nhiên liệu.

## Nhựa
Gần đây, ngô đã được sử dụng để làm thùng chứa có đặt tính phân hủy sinh học. Ngô có thể được sử dụng để tạo ra nhựa phi dầu mỏ, thường có thể phân hủy.